# Moeros moeros
Moeros moeros är en fjärilsart som beskrevs av Heinrich Benno Möschler 1876. Moeros moeros ingår i släktet Moeros och familjen tjockhuvuden. Inga underarter finns listade i Catalogue of Life.